# Туран (национален парк)
 За останалите значения на Туран вижте Туран (пояснение).  
Национален парк Туран е вторият по големина национален парк в Иран. Той се намира в североизточната част на страната в остана Семнан.
Обявен е за биосферен резерват от ЮНЕСКО.
Тук живеят и се размножават много диви животни характерни за фауната на Иран – гепарди, персийски леопарди, диви котки, пясъчни котки, джейрани, газела доркас и множество видове птици. Туран е едно от най-богатите места на видове бозайници в Иран. Тук живее и изключително рядкото диво магаре. Гепардите в парка са около 10 – 15.
Националният парк се намира на средна надморска височина от 1500 m. Годишното количество на валежите е в порядъка на 250 cm.